# Micropsectra logani
Micropsectra logani är en tvåvingeart som först beskrevs av Oskar Augustus Johannsen 1928.  Micropsectra logani ingår i släktet Micropsectra och familjen fjädermyggor. Arten är reproducerande i Sverige. Inga underarter finns listade i Catalogue of Life.